# Élections fédérales mexicaines de 2018
Les élections fédérales des États-Unis mexicains de 2018 se tiennent le dimanche 1er juillet. Elles comprennent :
- l'élection du président, pour un mandat de six ans non renouvelable, qui succèdera à Enrique Peña Nieto,
- les élections législatives renouvelant les deux chambres du Congrès de l'Union :
  - d'une part les élections sénatoriales, renouvelant les 128 sièges du Sénat de la République pour six ans,
  - d'autre part les élections législatives, renouvelant les 500 sièges de la Chambre des députés pour trois ans,
- les élections étatiques renouvelant les gouverneurs dans 9 des 31 entités fédérées, et les congrès étatiques de 28 d'entre eux, dont la capitale Mexico.
- les élections municipales, portant à plus de 18 000 le nombre de mandats à pourvoir.

L'exécutif prendra ses fonctions en décembre et les nouvelles chambres législatives en septembre. L'Institut national électoral est chargé de superviser le bon déroulement des différents scrutins, dont les opérations électorales commencent le 30 mars.
Le président Enrique Peña Nieto (PRI) ne peut se représenter, la constitution ne permettant au président de la République d'exercer qu'un seul mandat. La campagne, entachée de violences, détient le triste record du nombre de victimes politiques lors d'un scrutin mexicain, avec une estimation d'« au moins 145 assassinats d’hommes politiques — dont quarante-huit candidats ou pré-candidats ».
Les élections au niveau fédéral mènent à une alternance. Andrés Manuel López Obrador (Mouvement de régénération nationale : gauche) est élu président avec 53,2 % des voix, face à quatre autres candidats dont notamment Ricardo Anaya (Parti action nationale : droite ; 22,3 %) et José Antonio Meade (PRI ; 16,4 %). C'est la première fois depuis 1928 que la présidence n'est pas exercée par le PRI ou le PAN. La coalition ayant porté Obrador à la présidence remporte également la majorité des sièges dans les deux chambres.

## Contexte
Président depuis 2012, Enrique Peña Nieto ne peut pas se représenter pour un second mandat.
Privé d'une victoire lors de l'élection présidentielle de 2006 vraisemblablement à la suite d'une fraude massive, López Obrador manifeste publiquement sa défiance vis-à-vis du système politique mexicain. « Pour changer les choses, il n’y a que deux options : la lutte armée ou la voie électorale. Je pense qu’il est possible de transformer le Mexique de façon pacifique. (…) Et donc, bien que les dés soient pipés, je me lance dans la bataille électorale. Ce n’est pas une contradiction, c’est simplement que je n’ai pas le choix. (…) Parfois, c’est un chemin plus difficile que la voie armée. Parce qu’on se heurte à l’État ; un État antidémocratique et autoritaire. Je ne me fais aucune illusion, j’ai déjà pâti de la fraude électorale. Mais je n’ai pas renoncé à l’espérance. »

## Modes de scrutin
Le président du Mexique est élu au scrutin uninominal majoritaire à un tour pour un mandat de six ans non renouvelable.
Le Congrès de l'Union est un parlement bicaméral. Sa chambre basse, la Chambre des députés, est dotée de 500 députés élus pour trois ans selon un mode de scrutin parallèle. 300 sièges sont à pourvoir au scrutin uninominal majoritaire à un tour dans autant de circonscriptions électorales tandis que les 200 restants le sont au scrutin proportionnel plurinominal à liste bloquées. Après décompte des suffrages dans les cinq circonscriptions régionales les sièges répartis à la proportionnelle le sont sans seuil électoral, mais en prenant en compte les résultats du scrutin majoritaire pour en ajuster la répartition de manière qu'aucun parti ne remporte au total plus de 300 sièges, ce seuil étant néanmoins porté à 315 si le parti a recueilli plus de 60 % des suffrages.
La chambre haute, le Sénat de la République, est quant à elle dotée de 128 sénateurs élus pour six ans selon un mode de scrutin parallèle similaire en principe à celui de la chambre basse, mais selon des modalités différentes. 96 sont à pourvoir au scrutin majoritaire binominal dans trente deux circonscriptions de trois sièges chacune correspondants aux États du Mexique plus le district fédéral de la capitale Mexico. Les partis présentent un binôme de candidats dans chacune d'elles, et est élu sénateurs le binôme ayant recueilli le plus de voix dans sa circonscription ainsi que l'un des membres du binôme arrivés en deuxième position, dit sénateur minoritaire. Enfin, les 32 sièges restants sont élus au scrutin proportionnel plurinominal à liste bloquées.
Le vote est de jure obligatoire, mais aucune sanction n'est appliquée aux abstentionnistes.

## Candidatures à la présidence
- Andrés Manuel López Obrador (surnommé AMLO), soutenu par les partis de gauche, souverainiste, et souvent qualifié de populiste par ses adversaires. Il est donné comme favori[5]. Il est à la tête du Mouvement de régénération nationale (MORENA), au début un mouvement pour soutenir sa candidature à la présidentielle en 2012, puis, après son départ du PRD, un parti politique.
- Ricardo Anaya, candidat conservateur du Parti action nationale qui apparait dans plusieurs affaires de corruption et dont la famille vit aux États-Unis[5].
- José Antonio Meade, technocrate et ancien ministre des Finances, soutenu par le PRI (droite) sans en être membre mais en étant impliqué dans les gouvernements de ce parti au pouvoir depuis 2012. Ce dernier est devenu si impopulaire qu’il a préféré choisir pour candidat une personnalité extérieure au parti[5].
- Jaime Rodríguez Calderón, candidat indépendant issu du PRI, ancien gouverneur de l'État de Nuevo León. Le tribunal électoral a enregistré sa candidature alors que 58 % des signatures requises pour valider sa nomination avaient été jugées frauduleuses. Le tribunal a justifié sa décision en affirmant que « le règlement précise qu’il faut un nombre suffisant de signatures. Il ne dit pas que les signatures doivent être valides »[2].
- Margarita Zavala, avocate, épouse de Felipe Calderón (président du Mexique de 2006 à 2012), ancienne membre du Parti action nationale, se présente également comme indépendante. Zavala renonce cependant à l'élection présidentielle, décision officialisée le 17 mai 2018[6] auprès de l'Institut national électoral (INE).

### Forces en présence
| Alliances | Alliances                        | Partis                                    | Partis                                                            | Positionnement                                                     | Candidat                             | Résultats précédents | Résultats précédents |
| Alliances | Alliances                        | Partis                                    | Partis                                                            | Positionnement                                                     | Candidat                             | CdD                  | Sénat                |
| --------- | -------------------------------- | ----------------------------------------- | ----------------------------------------------------------------- | ------------------------------------------------------------------ | ------------------------------------ | -------------------- | -------------------- |
|           | Ensemble, nous ferons l'histoire |                                           | Mouvement de régénération nationale (MORENA)                      | Gauche Populisme de gauche, Nationalisme de gauche                 | Andrés Manuel López Obrador (MORENA) | 8,82% 35 sièges      | Nouveau              |
|           | Ensemble, nous ferons l'histoire | Parti du travail (PT)                     | Gauche à Gauche radicale Socialisme démocratique, Anticapitalisme | 2,99% 6 sièges                                                     | Andrés Manuel López Obrador (MORENA) | 4,93% 5 sièges       |                      |
|           | Ensemble, nous ferons l'histoire | Parti combat social (PES)                 | Droite à Extrême droite Conservatisme social, Droite chrétienne   | 3,49% 8 sièges                                                     | Andrés Manuel López Obrador (MORENA) | Nouveau              |                      |
|           | Pour le Mexique en avant         |                                           | Parti action nationale (PAN)                                      | Centre droit à Droite Libéral-conservatisme, Démocratie chrétienne | Ricardo Anaya Cortés (PAN)           | 22,10% 109 sièges    | 26,03% 38 sièges     |
|           | Pour le Mexique en avant         | Parti de la révolution démocratique (PRD) | Centre gauche Social-démocratie, Socialisme démocratique          | 11,43% 55 sièges                                                   | Ricardo Anaya Cortés (PAN)           | 21,67% 22 sièges     |                      |
|           | Pour le Mexique en avant         | Mouvement citoyen (MC)                    | Centre gauche Social-démocratie, Progressisme                     | 6,41% 25 sièges                                                    | Ricardo Anaya Cortés (PAN)           | 4,27% 1 siège        |                      |
|           | Tous pour le Mexique             |                                           | Parti révolutionnaire institutionnel (PRI)                        | Centre droit Néolibéralisme, Technocratie                          | José Antonio Meade Kuribreña (Ind.)  | 30,69% 203 sièges    | 33,09% 52 sièges     |
|           | Tous pour le Mexique             | Parti vert écologiste du Mexique (PVEM)   | Centre droit Conservatisme, Politique écologique                  | 7,27% 47 sièges                                                    | José Antonio Meade Kuribreña (Ind.)  | 6,08% 9 sièges       |                      |
|           | Tous pour le Mexique             | Parti nouvelle alliance (PNA)             | Centrisme Libéralisme économique                                  | 3,92% 11 sièges                                                    | José Antonio Meade Kuribreña (Ind.)  | 3,92% 1 siège        |                      |

## Campagne
Pendant la campagne, le candidat de gauche Andrés Manuel López Obrador met en avant les programmes sociaux qu’il a implantés dans la capitale lorsqu'il en était maire, notamment les aides aux jeunes et aux personnes âgées, ainsi que son bilan contre l’insécurité. Il propose en mai 2018 de débattre de la légalisation des drogues afin de mettre un frein au crime organisé dans le pays. Le candidat de droite Ricardo Anaya réagit sur le thème de la pauvreté en se proposant d'établir un revenu universel.
D'après l'historien Carlos Illades, « La colère envers le PRI [centre-droit, au pouvoir] domine l’électorat, mais aussi la déception à l’égard de la droite PAN, au pouvoir entre 2000 et 2012] qui était censée mener l’alternance et a précipité le pays dans une guerre et une crise sociales ». La guerre contre la drogue, initiée par l’ancien président Felipe Calderón (2006-2012) et prolongée par l’actuel gouvernement, a fait exploser la violence : plus de 200 000 morts en deux sextennats.
Comme lors de l'élection présidentielle de 2006, Andrés Manuel Lopez Obrador fait l'objet d’accusations d'accointances avec le Venezuela et la Russie, voire d'en recevoir des financements. Il choisit de prendre ces accusations avec humour, s’affublant lui-même du nom de « Andrés Manuelovich ». Selon RFI, du fait de sa position dans les sondages, Lopez Obrador est « devenu la principale cible des vidéos truquées, des messages mensongers, des fake news et des calomnies. » D’après le journal Libération, « les chefs d’entreprise alimentent la perspective d’un cataclysme économique et d’une fermeture des marchés en cas de victoire de la gauche ». Néanmoins, selon l'universitaire Carlos Illades, « Ces menaces ne sont plus aussi efficaces qu’autrefois. On ne peut pas effrayer les électeurs en parlant d’apocalypse alors qu’ils la vivent déjà. »
Lopez Obrador et ses proches sont espionnés par le gouvernement par le biais du logiciel Pegasus, lequel pirate les téléphones mobiles. Au moins cinquante personnes ont été visées, dont son épouse, trois de ses frères, ses trois fils aînés, deux chauffeurs, des membres de son parti et son médecin.
Ricardo Anaya doit faire face à des accusations de despotisme, ce qui amène certains élus du PAN à refuser de soutenir sa candidature.Le 16 mai, la candidate Margarita Zavala renonce à sa candidature. Le dépôt de cette dernière étant définitif, son nom figurera néanmoins sur les bulletins de vote
En dix mois (septembre 2017 à juillet 2018), cent trente trois candidats ou pré-candidats, notamment aux élections municipales, sont assassinés,,.

## Sondages

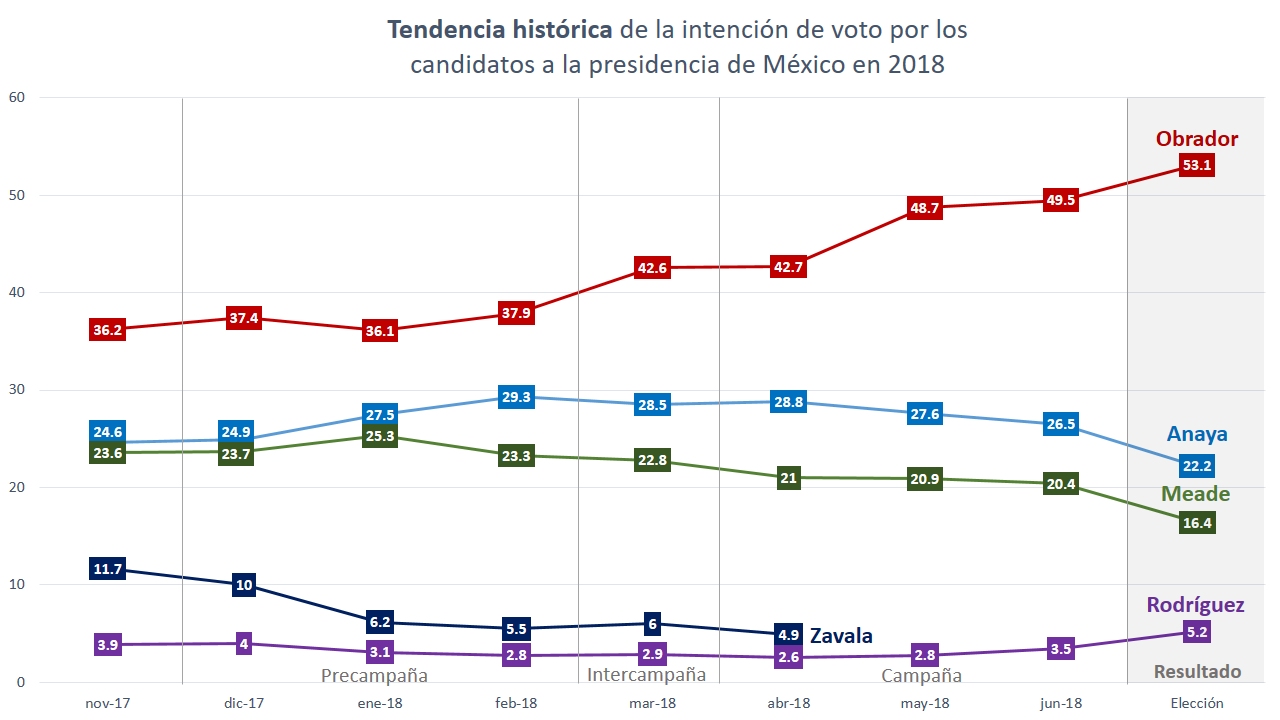
Intentions de vote.

## Résultats

### Présidentielle
| Candidat               | Candidat                     | Coalition | Votes      | %     |
| ---------------------- | ---------------------------- | --- | ---------- | ----- |
|                        | Andrés Manuel López Obrador  | Ensemble, nous ferons l'histoire - Mouvement de régénération nationale (MORENA) - Parti du travail (PT) - Parti combat social (PES)         | 30 113 483 | 54,74 |
|                        | Ricardo Anaya Cortés         | Pour le Mexique en avant - Parti action nationale (PAN) - Parti de la révolution démocratique (PRD) - Mouvement citoyen (MC)                | 12 610 120 | 22,92 |
|                        | José Antonio Meade Kuribreña | Tous pour le Mexique - Parti révolutionnaire institutionnel (PRI) - Parti vert écologiste du Mexique (PVEM) - Parti nouvelle alliance (PNA) | 9 289 853  | 16,89 |
|                        | Jaime Rodríguez Calderón     | Indépendant | 2 961 732  | 5,38  |
|                        | Margarita Zavala             | Indépendant | 32 743     | 0,06  |
|                        |                              | |            |       |
| Votes valides          | Votes valides                | Votes valides | 55 007 931 | 97,17 |
| Votes blancs et nuls   | Votes blancs et nuls         | Votes blancs et nuls | 1 603 096  | 2,83  |
| Total                  | Total                        | Total | 56 611 027 | 100   |
| Abstention             | Abstention                   | Abstention | 33 383 012 | 36,57 |
| Inscrits/Participation | Inscrits/Participation       | Inscrits/Participation | 89 994 039 | 63,43 |

### Législatives
|                                                  |                                                  |                        |                  |                  |                  |                  |            |        |        |        |              |               |  |
| Partis et coalitions                             | Partis et coalitions                             | Partis et coalitions   | Circonscriptions | Circonscriptions | Circonscriptions | Circonscriptions | Listes     | Listes | Listes | Listes | Total sièges | +/-           |  |
| Partis et coalitions                             | Partis et coalitions                             | Partis et coalitions   | Votes            | %                | Sièges           | +/-              | Votes      | %      | +/-    | Sièges | Total sièges | +/-           |  |
|                                                  |                                                  |                        |                  |                  |                  |                  |            |        |        |        |              |               |  |
|                                                  | Mouvement de régénération nationale (MORENA)     | 709 840                | 1,32             | 8                | 6                | 20 972 573       | 38,82      | 30,00  | 84     | 191    | 156          |               |  |
|                                                  | Parti du travail (PT)                            | 67 429                 | 0,12             | 0                | en stagnation    | 2 211 753        | 4,09       | 1,10   | 4      | 61     | 55           |               |  |
|                                                  | Parti combat social (PES)                        | 54 906                 | 0,10             | 0                | en stagnation    | 1 353 941        | 2,51       | 0,98   | 0      | 56     | 48           |               |  |
|                                                  | Candidats communs MORENA-PT-PES                  | 23 513 132             | 44,08            | 212              | Nv.              |                  |            |        |        |        |              |               |  |
| Total coalition Ensemble, nous ferons l'histoire | Total coalition Ensemble, nous ferons l'histoire | 24 345 307             | 45,18            | 220              | 204              | 24 538 267       | 45,42      | Nv.    | 88     | 308    | 259          |               |  |
|                                                  |                                                  |                        |                  |                  |                  |                  |            |        |        |        |              |               |  |
|                                                  | Parti action nationale (PAN)                     | 697 595                | 1,30             | 5                | 50               | 10 096 588       | 18,36      | 3,74   | 41     | 81     | 28           |               |  |
|                                                  | Parti de la révolution démocratique (PRD)        | 124 808                | 0,23             | 0                | 5                | 2 967 969        | 5,49       | 5,94   | 12     | 21     | 34           |               |  |
|                                                  | Mouvement citoyen (MC)                           | 268 876                | 0,50             | 0                | 10               | 2 485 198        | 4,60       | 1,81   | 10     | 27     | 2            |               |  |
|                                                  | Candidats communs PAN-PRD-MC                     | 14 381 872             | 26,78            | 61               | Nv.              |                  |            |        |        |        |              |               |  |
| Total coalition Pour le Mexique en avant         | Total coalition Pour le Mexique en avant         | 15 473 151             | 28,74            | 66               | 2                | 15 549 755       | 28,78      | 11,16  | 63     | 129    | 60           |               |  |
|                                                  |                                                  |                        |                  |                  |                  |                  |            |        |        |        |              |               |  |
|                                                  | Parti révolutionnaire institutionnel (PRI)       | 4 351 824              | 8,10             | 1                | 24               | 9 310 523        | 17,23      | 13,46  | 38     | 45     | 158          |               |  |
|                                                  | Parti vert écologiste du Mexique (PVEM)          | 1 429 802              | 2,66             | 0                | en stagnation    | 2 695 405        | 4,99       | 2,28   | 11     | 16     | 31           |               |  |
|                                                  | Parti nouvelle alliance (PNA)                    | 705 432                | 1,31             | 0                | 1                | 1 391 376        | 2,57       | 1,35   | 0      | 2      | 9            |               |  |
|                                                  | Candidats communs PRI-PVEM-PNA                   | 6 862 372              | 12,78            | 13               | 171              |                  |            |        |        |        |              |               |  |
| Total coalition Tous pour le Mexique             | Total coalition Tous pour le Mexique             | 13 349 430             | 24,86            | 14               | 12               | 13 397 304       | 24,80      | 13,17  | 49     | 63     | 198          |               |  |
|                                                  | Indépendants                                     | Indépendants           | 539 347          | 1,00             | 0                | 1                | 539 347    | 1,00   | -      | 0      | 0            | 1             |  |
|                                                  |                                                  |                        |                  |                  |                  |                  |            |        |        |        |              |               |  |
| Votes valides                                    | Votes valides                                    | Votes valides          | 53 707 235       | 95,96            |                  |                  | 54 024 673 | 95,96  |        |        |              |               |  |
| Votes blancs et nuls                             | Votes blancs et nuls                             | Votes blancs et nuls   | 2 260 198        | 4,04             | 2 275 574        | 4,04             |            |        |        |        |              |               |  |
| Total                                            | Total                                            | Total                  | 55 967 433       | 100              | 300              | en stagnation    | 56 300 247 | 100    | -      | 200    | 500          | en stagnation |  |
| Abstention                                       | Abstention                                       | Abstention             | 34 026 606       | 37,80            |                  |                  | 33 693 792 | 36,79  |        |        |              |               |  |
| Inscrits/Participation                           | Inscrits/Participation                           | Inscrits/Participation | 89 994 039       | 62,20            | 89 994 039       | 63,21            |            |        |        |        |              |               |  |

### Sénatoriales
|                                                  |                                                  |                        |                  |                  |                  |                  |            |        |        |        |              |               |
| Partis et coalitions                             | Partis et coalitions                             | Partis et coalitions   | Circonscriptions | Circonscriptions | Circonscriptions | Circonscriptions | Listes     | Listes | Listes | Listes | Total sièges | +/-           |
| Partis et coalitions                             | Partis et coalitions                             | Partis et coalitions   | Votes            | %                | Sièges           | +/-              | Votes      | %      | +/-    | Sièges | Total sièges | +/-           |
|                                                  |                                                  |                        |                  |                  |                  |                  |            |        |        |        |              |               |
|                                                  | Mouvement de régénération nationale (MORENA)     | 661 068                | 1,23             | 2                | 2                | 21 261 577       | 39,14      | Nv.    | 13     | 55     | 55           |               |
|                                                  | Parti du travail (PT)                            | 51 260                 | 0,09             | 0                | 2                | 2 164 442        | 3,98       | 0,95   | 1      | 6      | 2            |               |
|                                                  | Parti combat social (PES)                        | 28 878                 | 0,05             | 0                | en stagnation    | 1 320 559        | 2,43       | Nv.    | 0      | 8      | 8            |               |
|                                                  | Candidats communs MORENA-PT-PES                  | 23 754 422             | 44,08            | 53               | Nv.              |                  |            |        |        |        |              |               |
| Total coalition Ensemble, nous ferons l'histoire | Total coalition Ensemble, nous ferons l'histoire | 24 495 628             | 45,46            | 55               | 55               | 24 746 578       | 45,56      | Nv.    | 14     | 69     | 69           |               |
|                                                  |                                                  |                        |                  |                  |                  |                  |            |        |        |        |              |               |
|                                                  | Parti action nationale (PAN)                     | 600 423                | 1,11             | 1                | 28               | 9 971 804        | 18,36      | 7,67   | 6      | 23     | 15           |               |
|                                                  | Parti de la révolution démocratique (PRD)        | 96 393                 | 0,18             | 0                | 17               | 2 984 861        | 5,49       | 16,18  | 2      | 8      | 15           |               |
|                                                  | Mouvement citoyen (MC)                           | 570 774                | 1,06             | 2                | 2                | 2 654 452        | 4,89       | 0,62   | 2      | 7      | 6            |               |
|                                                  | Candidats communs PAN-PRD-MC                     | 14 222 046             | 26,39            | 25               | Nv.              |                  |            |        |        |        |              |               |
| Total coalition Pour le Mexique en avant         | Total coalition Pour le Mexique en avant         | 15 489 636             | 28,74            | 28               | 18               | 15 611 117       | 28,74      | Nv.    | 10     | 38     | 24           |               |
|                                                  |                                                  |                        |                  |                  |                  |                  |            |        |        |        |              |               |
|                                                  | Parti révolutionnaire institutionnel (PRI)       | 3 855 984              | 7,15             | 0                | 46               | 9 013 658        | 16,59      | 16,50  | 6      | 13     | 44           |               |
|                                                  | Parti vert écologiste du Mexique (PVEM)          | 1 198 011              | 2,22             | 0                | 2                | 2 528 175        | 4,65       | 1,43   | 2      | 7      | 3            |               |
|                                                  | Parti nouvelle alliance (PNA)                    | 593 507                | 1,10             | 0                | en stagnation    | 1 307 015        | 2,41       | 1,51   | 0      | 1      | 1            |               |
|                                                  | Candidats communs PRI-PVEM-PNA                   | 7 145 869              | 13,26            | 13               | 35               |                  |            |        |        |        |              |               |
| Total coalition Tous pour le Mexique             | Total coalition Tous pour le Mexique             | 12 793 371             | 23,74            | 13               | 35               | 12 848 848       | 23,66      | 15,52  | 8      | 21     | 40           |               |
|                                                  | Indépendants                                     | Indépendants           | 1 109 149        | 2,06             | 0                | -                | 1 109 149  | 2,04   | -      | 0      | 0            | en stagnation |
|                                                  |                                                  |                        |                  |                  |                  |                  |            |        |        |        |              |               |
| Votes valides                                    | Votes valides                                    | Votes valides          | 53 887 784       | 95,82            |                  |                  | 54 315 692 | 95,81  |        |        |              |               |
| Votes blancs et nuls                             | Votes blancs et nuls                             | Votes blancs et nuls   | 2 350 057        | 4,18             | 2 376 177        | 4,19             |            |        |        |        |              |               |
| Total                                            | Total                                            | Total                  | 56 237 841       | 100              | 96               | en stagnation    | 56 691 869 | 100    | -      | 32     | 128          | en stagnation |
| Abstention                                       | Abstention                                       | Abstention             | 33 756 198       | 37,51            |                  |                  | 33 302 170 | 36,48  |        |        |              |               |
| Inscrits/Participation                           | Inscrits/Participation                           | Inscrits/Participation | 89 994 039       | 62,49            | 89 994 039       | 63,52            |            |        |        |        |              |               |

### Gouverneurs
| État                                       | Gouverneur sortant         | Parti       | Parti       | Gouverneur élu                 | Parti       | Parti       |
| Gouverneurs                                | Gouverneurs                | Gouverneurs | Gouverneurs | Gouverneurs                    | Gouverneurs | Gouverneurs |
| ------------------------------------------ | -------------------------- | ----------- | ----------- | ------------------------------ | ----------- | ----------- |
| Chiapas                                    | Manuel Velasco Coello      |             | PVEM        | Rutilio Escandón Cadenas       |             | MORENA      |
| Guanajuato                                 | Miguel Márquez Márquez     |             | PAN         | Diego Sinhue Rodríguez Vallejo |             | PAN         |
| Jalisco                                    | Aristóteles Sandoval       |             | PRI         | Enrique Alfaro Ramírez         |             | MC          |
| Morelos                                    | Graco Ramírez              |             | PRD         | Cuauhtémoc Blanco              |             | PES         |
| Puebla                                     | José Antonio Gali Fayad    |             | PAN         | Martha Érika Alonso Hidalgo    |             | PAN         |
| Tabasco                                    | Arturo Núñez Jiménez       |             | PRD         | Adán Augusto López Hernández   |             | MORENA      |
| Veracruz                                   | Miguel Ángel Yunes Linares |             | PAN         | Cuitláhuac García Jiménez      |             | MORENA      |
| Yucatán                                    | Rolando Zapata Bello       |             | PRI         | Mauricio Vila Dosal            |             | PAN         |
| Chef du gouvernement de la ville de Mexico |                            |             |             |                                |             |             |
| Mexico                                     | José Ramón Amieva          |             | PRD         | Claudia Sheinbaum              |             | MORENA      |